# Freckleben
Freckleben is een plaats en voormalige Duitse gemeente. Sinds 1 januari 2008 is het een stadsdeel van de gemeente Aschersleben in de Duitse deelstaat Saksen-Anhalt, en maakt deel uit van de Landkreis Salzlandkreis.

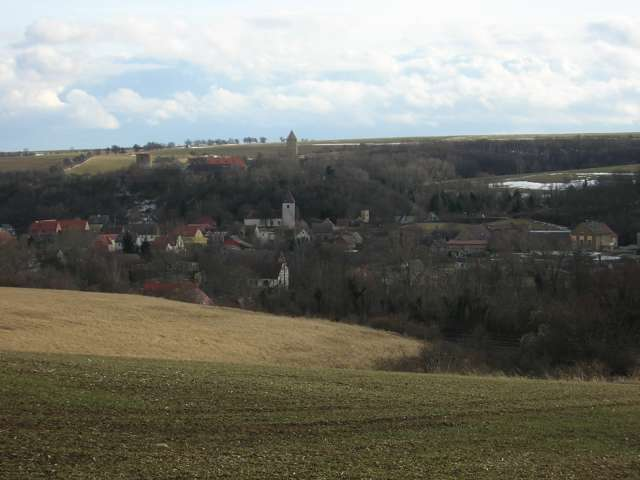
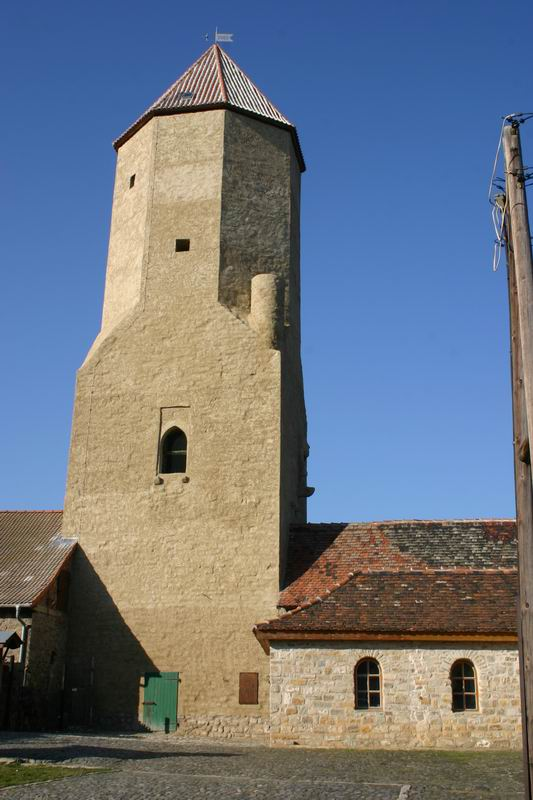

Freckleben telt 723 inwoners.